# Järvamaa
Prowincja Järva (est. Järva maakond) – jedna z 15 prowincji w Estonii, znajdująca się w centralnej części kraju.

## Podział administracyjny
Prowincja Järva jest podzielona na 3 gminy:
Gminy miejskie:
1. Paide

Gminy wiejskie:
1. Järva
2. Türi

Wcześniej, przed reformą administracyjną z 2017 roku, była podzielona na 12 gmin:
- Miejskie: Paide
- Wiejskie: Albu, Ambla, Imavere, Järva-Jaani, Kareda, Koeru, Koigi, Paide, Roosna-Alliku, Türi, Väätsa

## Kultura
Kulturę i historię prowincji prezentuje Muzeum Järvamaa w Paide.

## Galeria

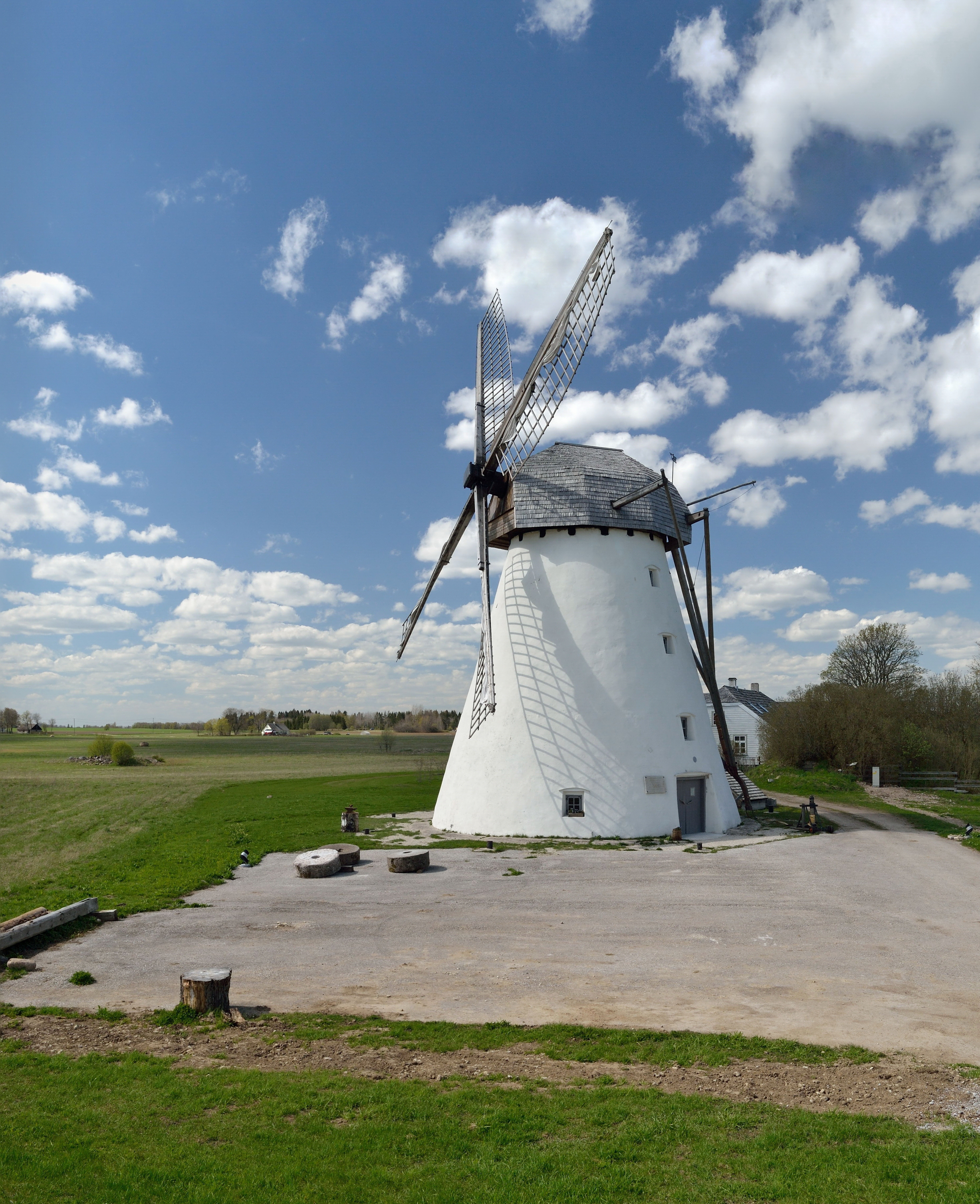
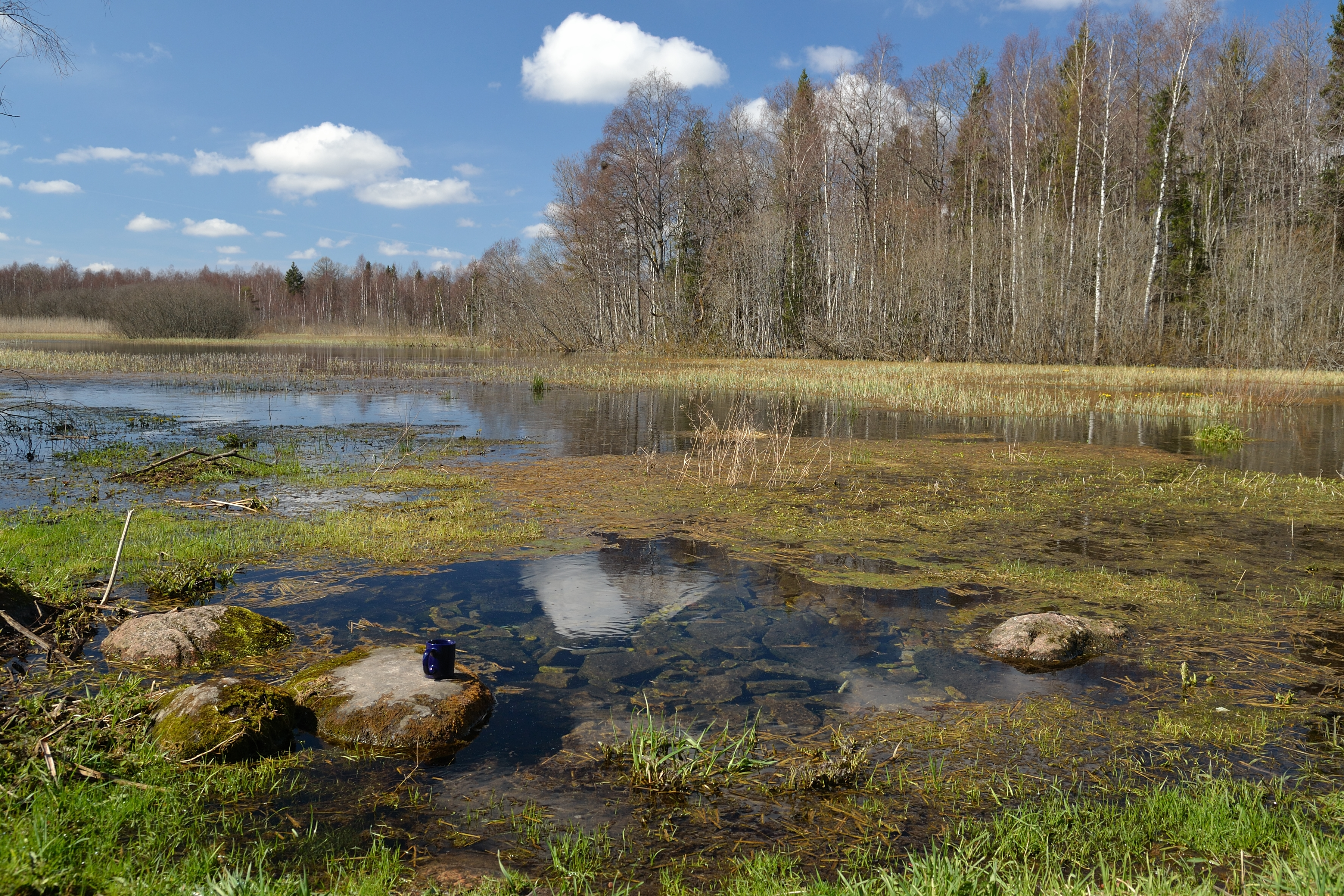
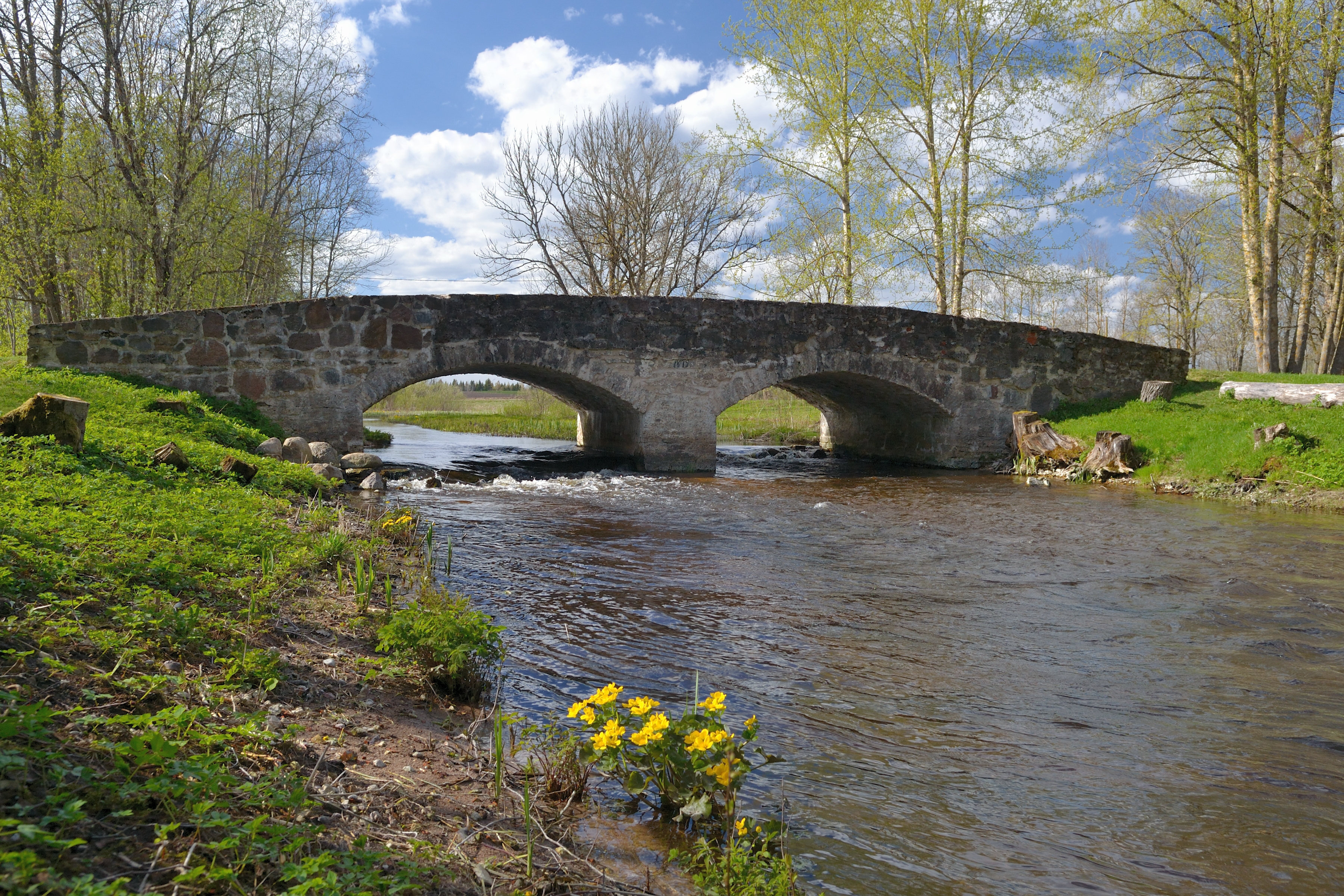
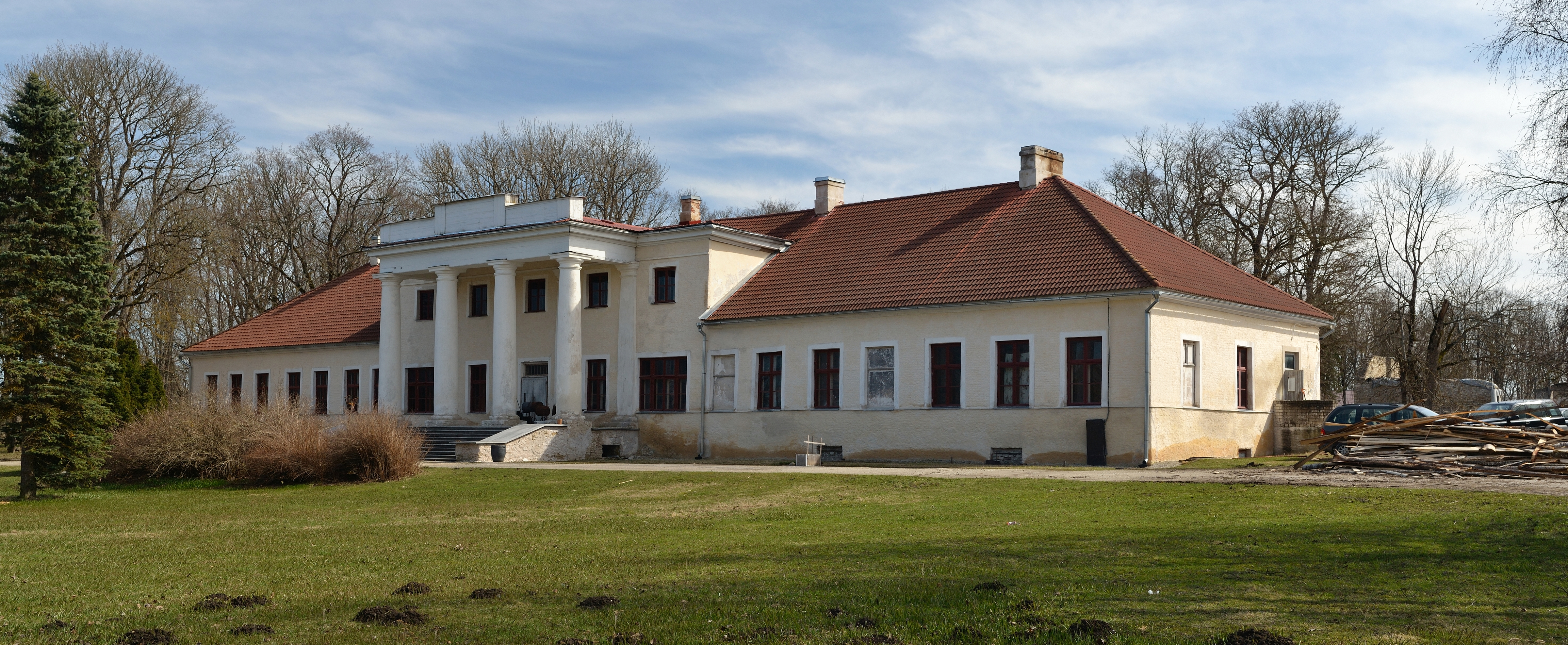
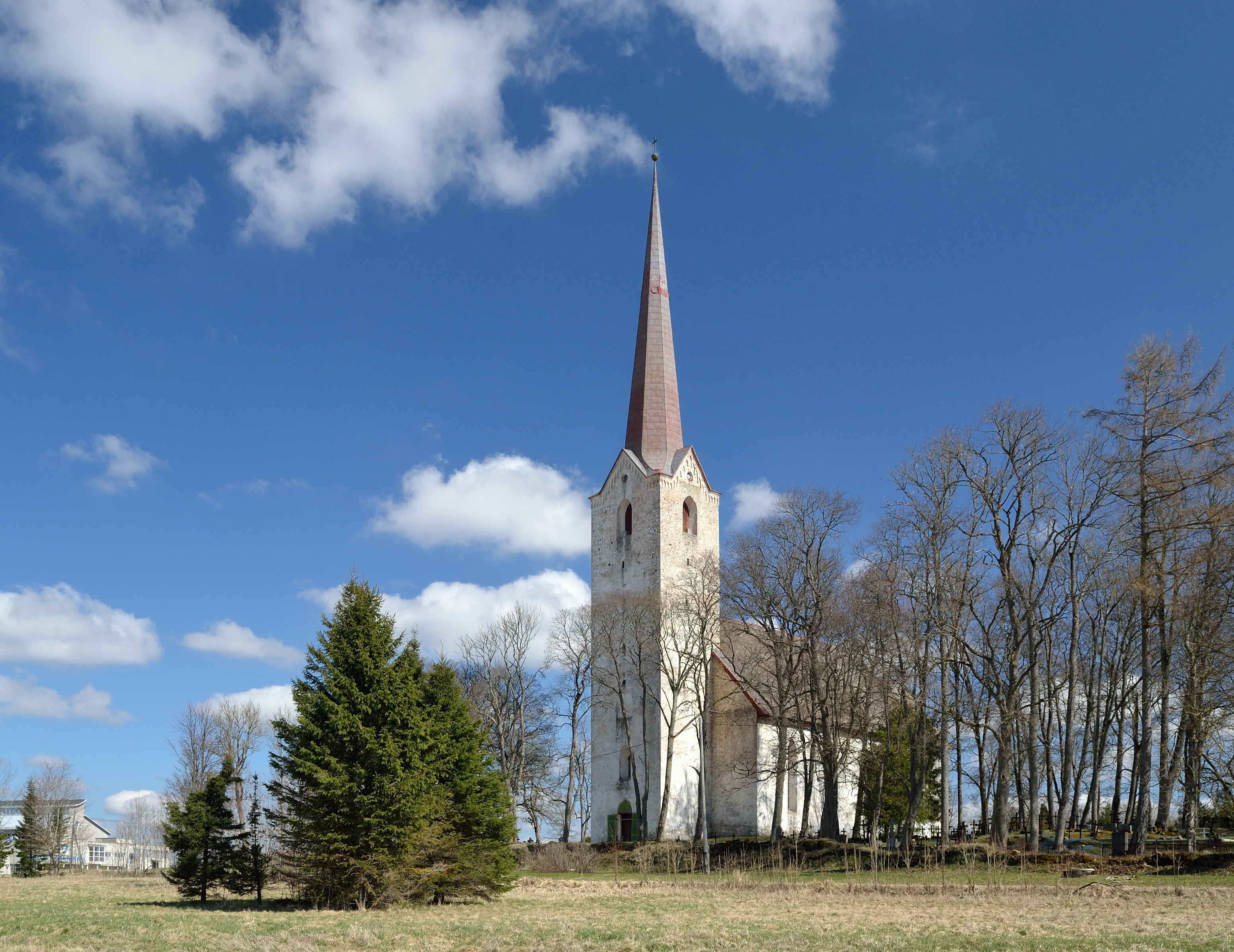
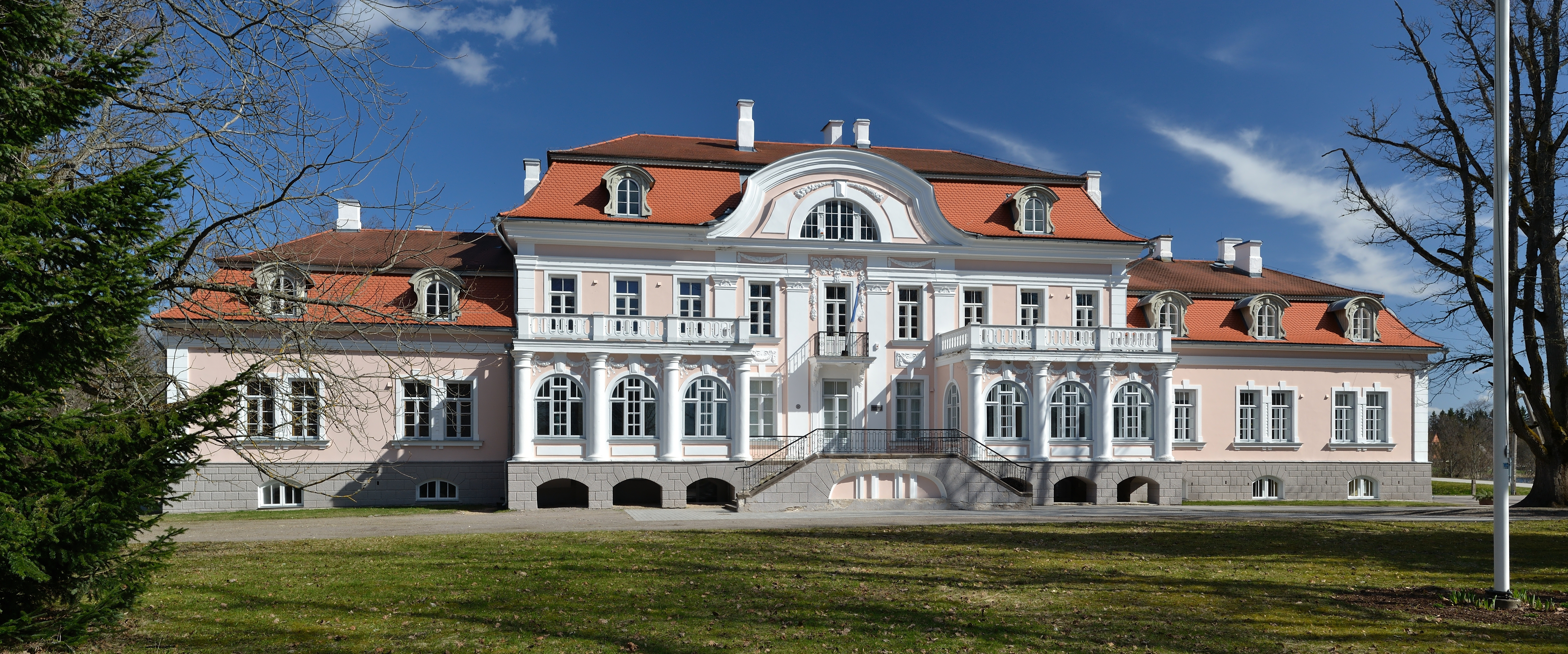